# 屯馬線
屯馬線（とんません、Tuen Ma Line）は、香港新界屯門区の屯門駅から九龍の紅磡駅を経由し、新界沙田区の烏渓沙駅に至る香港鉄路有限公司（港鉄（MTR））の鉄道路線である。

## 概要
九広鉄路と香港鉄路有限公司の西鉄線（屯門 - 南昌間）・九龍南線（南昌 - 尖東間）・尖沙咀支線（尖東 - 紅磡間）・沙田至中環線紅磡 - 大囲間と馬鞍山線（大囲 - 烏渓沙間）を一体化したものである。工事完了の後では全長が57 kmの香港一長い鉄道路線になる。
2020年2月14日、大囲 - 啓徳間が馬鞍山線と直通運転し、「屯馬線一期」として開業した。
2021年6月27日全線貫通運営開始、現地時間5時50分に宋皇台駅より一番列車が出発した。

## 路線データ
- 路線距離（営業キロ）：56.2 km
- 駅数：27
- 複線区間：全線
- 軌間：1,435 mm（標準軌）
- 電化区間：全線（交流 25,000 V・50 Hz）
- 車両基地：八郷車両基地、大囲車両基地
- 閉塞方式：Seltrac CBTC車内信号閉塞式
- 地上区間：錦上路駅東南 - 屯門駅間、美孚駅 - 南昌駅間、紅磡駅付近、顕径駅 - 烏渓沙駅間
- 走行方向：屯門駅 - 土瓜湾駅間 左側通行、土瓜湾駅 - 烏渓沙駅間 右側通行

## 車両
- SP1900形電車（契約番号SP1900）
  - 2018年6月から、全列車5ドア通勤電車が8両編成36本を投入されている。
  - *8両編成運用前、7両編成28本を投入されている。22本は2002ど2003年新製、4本は2007年新製、2本は2007年元馬鞍山線のE500番台電車（契約番号SP1950）4両編成2本転入改造および各編成3両の中間車増結編成組み替え。
  - *8両編成は一部元東鉄線用E200番台12両編成、および元馬鞍山線用E500番台4両編成を西鉄線に転属・改造し、MTR初のドア鴨居部および車端部にLCD案内表示機が設置され、ドア鴨居部には次駅などを、車端部画面には次駅と行き先を表示。7両編成の車両も2018年5月末までに8両化改造を見込んでいる。
  - 2014年、沙田至中環線の建設に伴い、伊藤忠商事・川崎重工・近畿車輛3社連合（IKK-Consortium）に348両改造（E200・E300・E500番台全車両）ならびに中間車36両に8両編成17本計136両の新造を発注した。東鉄線E200番台のうち「頭等車」（グリーン車）は普通車への格下げ改造を行う。なお、組み換えにより発生する余剰の先頭車は廃車になる見込みである。
- 屯馬線中国製電車（契約番号1141A）
  - 2017年3月から、8両編成17本を順次投入されている。

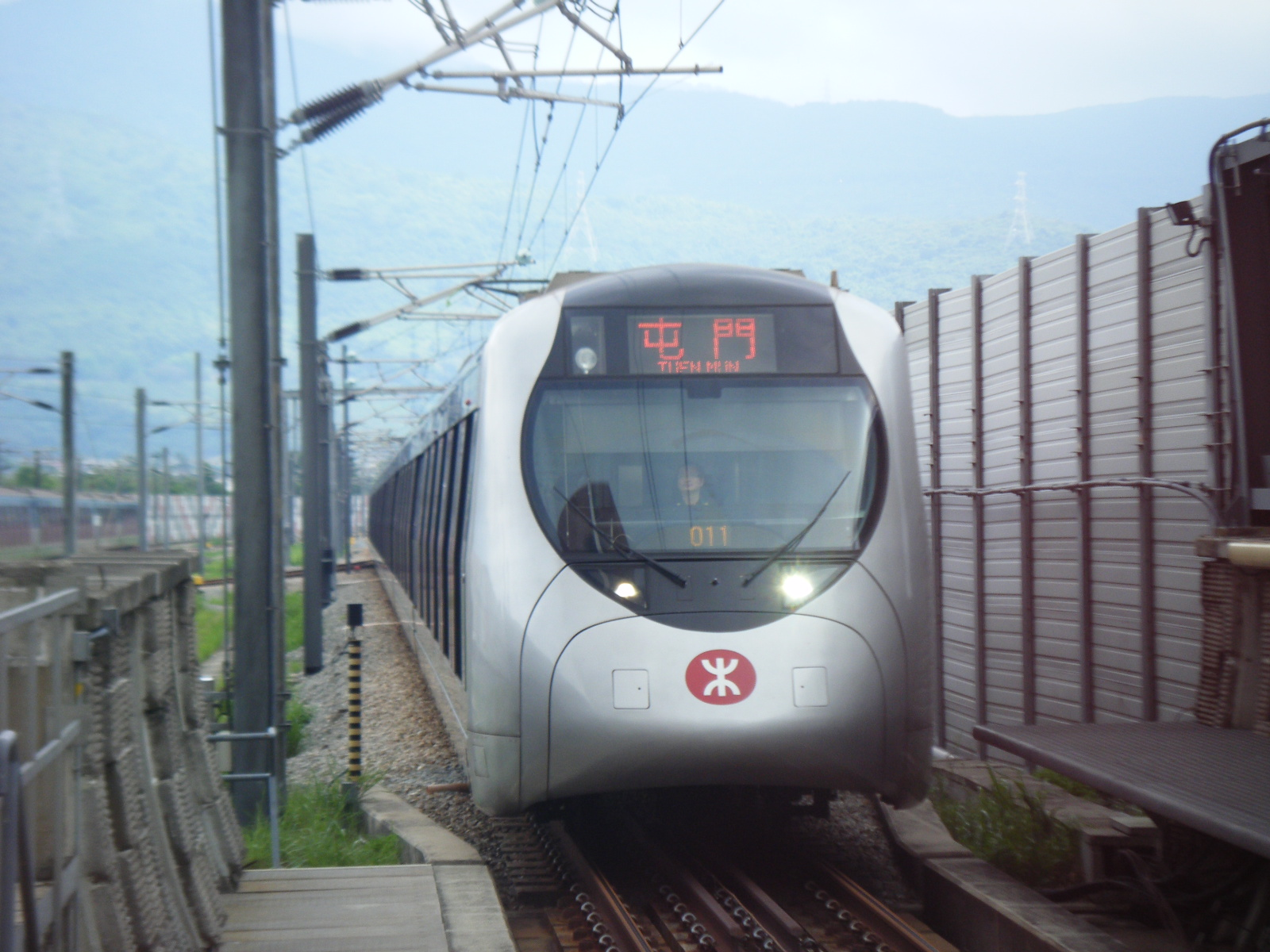
SP1900形電車
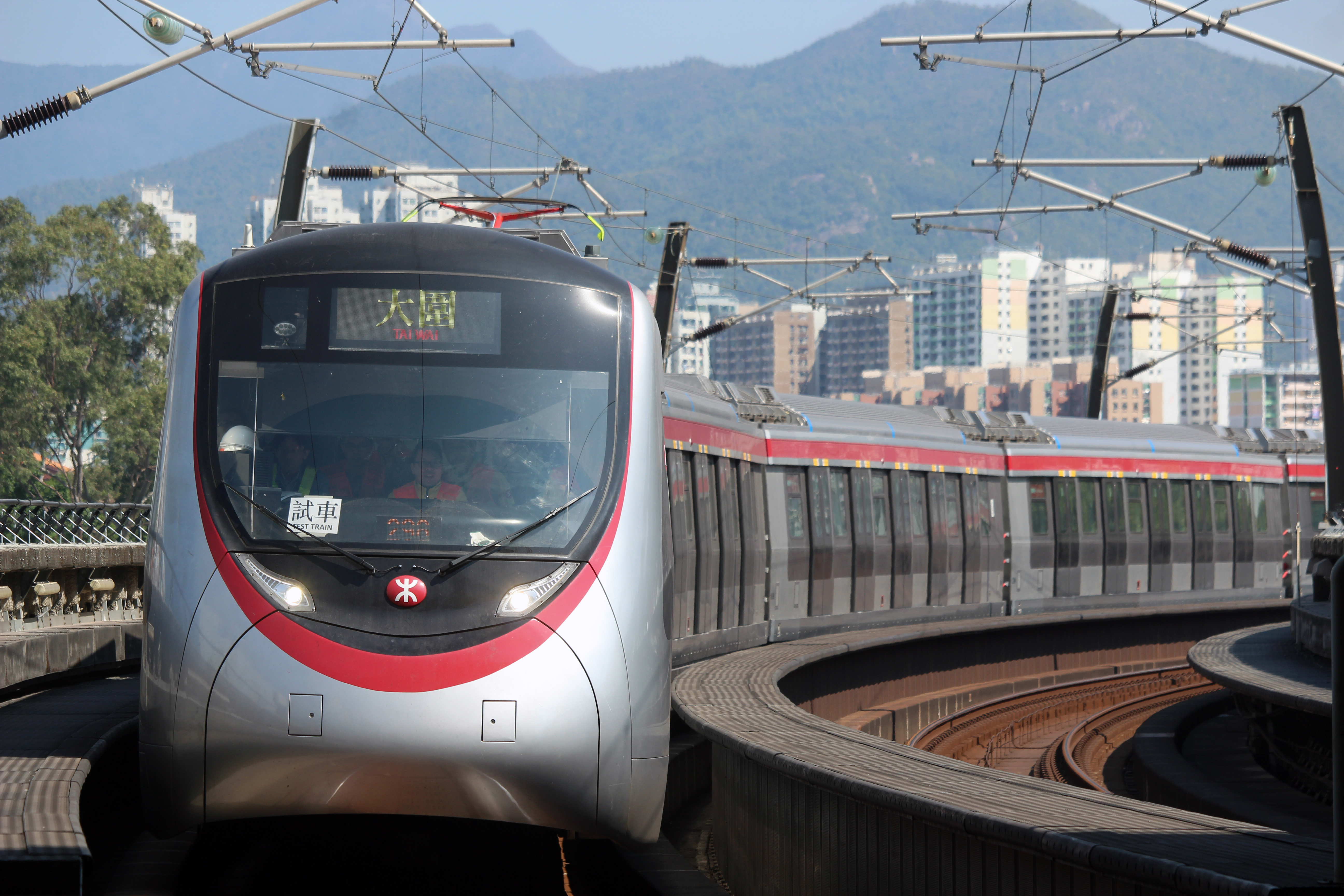
中国製電車

## 歴史
- 1998年10月26日：元九広西鉄（西鉄線）着工。
- 2001年3月：元馬鞍山鉄路（馬鞍山線）着工。
- 2001年3月：元九広東鉄尖沙咀支線着工。
- 2003年12月20日：九広西鉄南昌 - 屯門間 開業。
- 2004年10月24日：尖沙咀支線紅磡 - 尖東間が九広東鉄の延伸として開業。
- 2004年12月21日：馬鞍山鉄路大囲 - 烏渓沙間 開業。
- 2005年10月：九龍南線着工。
- 2007年12月2日：香港MTRと九広鉄路の合併に伴い、九広東鉄、九広西鉄及び馬鞍山鉄路の路線名がそれぞれ東鉄線、西鉄線と馬鞍山線へ変更される。
- 2009年8月16日：九龍南線尖東 - 南昌間が西鉄線の延伸として開業。また紅磡 - 尖東間が西鉄線へ編入される。
- 2012年6月22日：沙田至中環線着工。
- 2020年2月14日：沙中線大囲 - 啓徳間が馬鞍山線と併合、屯馬線一期として開業。
- 2021年6月27日：沙中線啓徳 - 紅磡間が西鉄線・屯馬線一期と併合、屯馬線全線開業。

## 駅一覧
| 駅名     | 駅名         | 駅名         | 駅名               | 開業年月日     | 駅間 キロ (km) | 累計 キロ (km) | 接続路線・備考                                                                     | 所在地   | 所在地          |
| 日本語   | 繁体字香港語 | 簡体字中国語 | 英語               | 開業年月日     | 駅間 キロ (km) | 累計 キロ (km) | 接続路線・備考                                                                     | 所在地   | 所在地          |
| 屯門南駅 | 屯門南站     | 屯门南站     | Tuen Mun South     | 2030年予定     | -              | -              | ■軽鉄屯門碼頭駅（系統：507、610、614、 614P、615、615P）                           | 屯門区   | 香港 特別行政区 |
| 屯門駅   | 屯門站       | 屯门站       | Tuen Mun           | 2003年12月20日 | -              | 0.0            | ■軽鉄屯門駅・河田駅 （系統：505・507・751）                                        | 屯門区   | 香港 特別行政区 |
| 兆康駅   | 兆康站       | 兆康站       | Siu Hong           | 2003年12月20日 | 1.93           | 1.93           | ■軽鉄兆康駅 （系統：505・610・614・614P・615・615P・751）                          | 屯門区   | 香港 特別行政区 |
| 洪水橋駅 | 洪水橋站     | 洪水桥站     | Hung Shui Kiu      | 2030年予定     | -              | -              |                                                                                    | 元朗区   | 香港 特別行政区 |
| 天水囲駅 | 天水圍站     | 天水围站     | Tin Shui Wai       | 2003年12月20日 | 4.95           | 6.88           | ■軽鉄天水囲駅・天耀駅 （系統：705・706・751・751P・761P）                          | 元朗区   | 香港 特別行政区 |
| 朗屏駅   | 朗屏站       | 朗屏站       | Long Ping          | 2003年12月20日 | 2.33           | 9.21           |                                                                                    | 元朗区   | 香港 特別行政区 |
| 元朗駅   | 元朗站       | 元朗站       | Yuen Long          | 2003年12月20日 | 1.02           | 10.23          | ■軽鉄元朗駅 （系統：610・614・615・761P）                                          | 元朗区   | 香港 特別行政区 |
| 錦上路駅 | 錦上路站     | 锦上路站     | Kam Sheung Road    | 2003年12月20日 | 3.36           | 13.59          |                                                                                    | 元朗区   | 香港 特別行政区 |
| 荃湾西駅 | 荃灣西站     | 荃湾西站     | Tsuen Wan West     | 2003年12月20日 | 8.92           | 22.51          |                                                                                    | 荃湾区   | 香港 特別行政区 |
| 美孚駅   | 美孚站       | 美孚站       | Mei Foo            | 2003年12月20日 | 4.39           | 26.90          | ■荃湾線 （改札内連絡通路接続）                                                     | 深水埗区 | 香港 特別行政区 |
| 南昌駅   | 南昌站       | 南昌站       | Nam Cheong         | 2003年12月16日 | 2.38           | 29.28          | ■東涌線                                                                            | 深水埗区 | 香港 特別行政区 |
| 柯士甸駅 | 柯士甸站     | 柯士甸站     | Austin             | 2009年8月16日  | 2.79           | 32.07          | ■東涌線 ■機場快線 （機場・博覧館へ利用のみ） （九龍駅） （香港西九龍駅） ■高速鉄道 | 油尖旺区 | 香港 特別行政区 |
| 尖東駅   | 尖東站       | 尖东站       | East Tsim Sha Tsui | 2004年10月24日 | 1.70           | 33.77          | （尖沙咀駅）■荃灣線 （改札外地下通路接続）                                         | 油尖旺区 | 香港 特別行政区 |
| 紅磡駅   | 紅磡站       | 红磡站       | Hung Hom           | 1975年11月30日 | 1.15           | 34.92          | ■東鉄線 （紅磡駅） ■城際直通車 （香港紅磡駅）                                      | 油尖旺区 | 香港 特別行政区 |
| 何文田駅 | 何文田站     | 何文田站     | Ho Man Tin         | 2016年10月23日 | 0.78           | 35.70          | ■観塘線                                                                            | 九龍城区 | 香港 特別行政区 |
| 土瓜湾駅 | 土瓜灣站     | 土瓜湾站     | To Kwa Wan         | 2021年6月27日  | 1.04           | 36.74          |                                                                                    | 九龍城区 | 香港 特別行政区 |
| 宋皇台駅 | 宋皇臺站     | 宋皇台站     | Sung Wong Toi      | 2021年6月27日  | 1.14           | 37.88          |                                                                                    | 九龍城区 | 香港 特別行政区 |
| 啓徳駅   | 啟德站       | 启德站       | Kai Tak            | 2020年2月14日  | 1.01           | 38.89          |                                                                                    | 九龍城区 | 香港 特別行政区 |
| 鑽石山駅 | 鑽石山站     | 钻石山站     | Diamond Hill       | 1979年10月1日  | 1.27           | 40.16          | ■観塘線                                                                            | 黄大仙区 | 香港 特別行政区 |
| 顕径駅   | 顯徑站       | 显径站       | Hin Keng           | 2020年2月14日  | 4.45           | 44.61          |                                                                                    | 沙田区   | 香港 特別行政区 |
| 大囲駅   | 大圍站       | 大围站       | Tai Wai            | 1986年4月23日  | 1.29           | 45.90          | ■東鉄線                                                                            | 沙田区   | 香港 特別行政区 |
| 車公廟駅 | 車公廟站     | 车公庙站     | Che Kung Temple    | 2004年12月21日 | 0.82           | 46.72          |                                                                                    | 沙田区   | 香港 特別行政区 |
| 沙田囲駅 | 沙田圍站     | 沙田围站     | Sha Tin Wai        | 2004年12月21日 | 1.00           | 47.72          |                                                                                    | 沙田区   | 香港 特別行政区 |
| 第一城駅 | 第一城站     | 第一城站     | City One           | 2004年12月21日 | 1.10           | 48.82          |                                                                                    | 沙田区   | 香港 特別行政区 |
| 石門駅   | 石門站       | 石门站       | Shek Mun           | 2004年12月21日 | 0.72           | 49.54          |                                                                                    | 沙田区   | 香港 特別行政区 |
| 大水坑駅 | 大水坑站     | 大水坑站     | Tai Shui Hang      | 2004年12月21日 | 2.97           | 52.51          |                                                                                    | 沙田区   | 香港 特別行政区 |
| 恒安駅   | 恆安站       | 恒安站       | Heng On            | 2004年12月21日 | 1.02           | 53.53          |                                                                                    | 沙田区   | 香港 特別行政区 |
| 馬鞍山駅 | 馬鞍山站     | 马鞍山站     | Ma On Shan         | 2004年12月21日 | 0.92           | 54.45          |                                                                                    | 沙田区   | 香港 特別行政区 |
| 烏渓沙駅 | 烏溪沙站     | 乌溪沙站     | Wu Kai Sha         | 2004年12月21日 | 1.37           | 55.82          |                                                                                    | 沙田区   | 香港 特別行政区 |